# Смертельное оружие 5
«Смертельное оружие 5» (англ. Lethal Weapon 5) — будущий фильм режиссёра Мела Гибсона. Пятая и последняя часть франшизы «Смертельное оружие», посвящённая Ричарду Доннеру, снявшему четыре предыдущих фильма.

## В ролях
| Актёр         | Роль         |
| ------------- | ------------ |
| Мел Гибсон    | Мартин Риггс |
| Дэнни Гловер  | Роджер Мерта |
| Боб Дженнингс |              |

## Производство
В 2007 году сайт Moviehole.net заявил, что Warner Bros. находятся на ранних стадиях попыток продолжить франшизу «Смертельное оружие», хотя за год до этого Мел Гибсон выразил отсутствие интереса. В 2008 году Ричард Доннер сказал: «Мел отказался. Я хотел бы думать, что Мел отказался из-за того, что я не участвовал [в производстве фильма]». Доннер сказал, что у него и Ченнинга Гибсона была «невероятно сильная история для пятого фильма», но вместо этого студия решила работать с Джоэлом Сильвером.
В декабре 2017 года Доннер сообщил в интервью Spocklight, что Гибсон и Гловер согласились вернуться в роли Риггса и Мерта соответственно, и что у него есть сюжет. Автором сценария остаётся Ченнинг Гибсон, написавший сценарий к четвёртому фильму. Единственным препятствием является Warner Bros. История будет происходить в наши дни и должна стать последним фильмом в серии. В феврале 2018 года было объявлено официальное название фильма — «Lethal Finale». В январе 2020 года продюсер Дэн Лин подтвердил, что «Смертельное оружие 5» находится в активной разработке, а Мел Гибсон и Дэнни Гловер подтвердили возвращение к свои ролям. Ричард Доннер вернулся в качестве режиссёра, но сценарий ещё не был завершён. В декабре 2020 года Доннер подтвердил, что снимает продолжение, добавив, что это будет последний фильм в его карьере, однако 5 июля 2021 года Ричард Доннер умер в возрасте 91 года.
15 ноября 2021 года было объявлено, что Мел Гибсон станет режиссёром фильма. Также было объявлено, что Ричард Уэнк написал сценарий. В сентябре 2022 года Гибсон выразил «уверенность», что съёмки фильма начнутся в первые месяцы 2023 года и что фильм выйдет в том же году. Впоследствии СМИ предположили, что Гибсон может отдать приоритет съёмкам продолжения «Страстей Христовых», и производство фильма так и не началось, хотя проект не отменен и всё ещё находится в планах Гибсона.